# Tetjuši

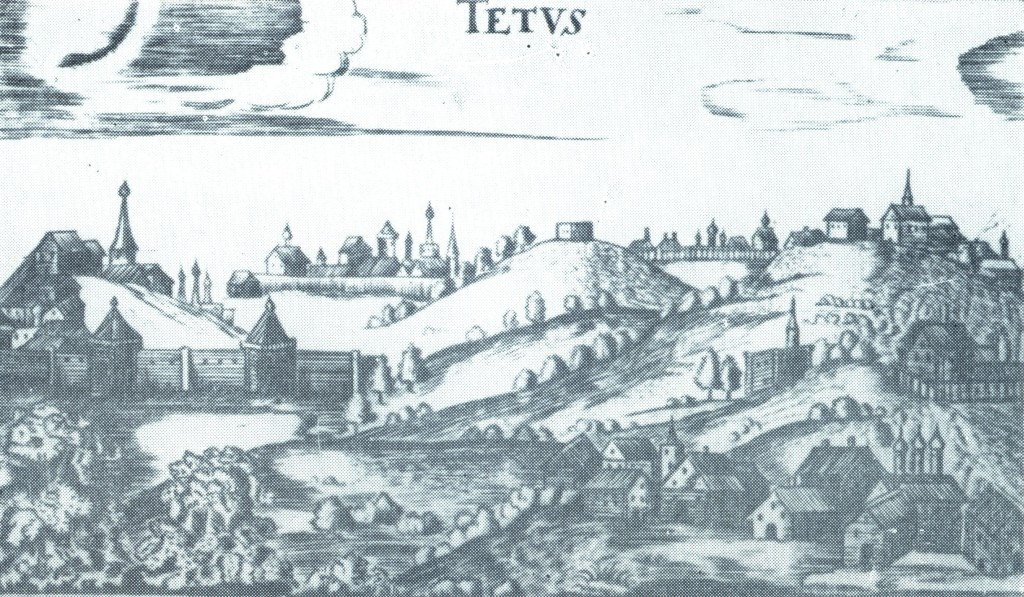
Veduta della città (stampa di Adam Olearius)

Tetjuši, in russo Тетюши?, in tataro Təteş, Тәтеш, è una città della Russia che si trova nella Repubblica autonoma del Tatarstan. Fondata nel XVI secolo sulle rive del Volga, ottenne lo status di città nel 1781 ed è capoluogo del Tetjušskij rajon.
La cittadina, che si trova a 180 chilometri da Kazan' e a 90 da Ul'janovsk, nel 1979 aveva 10.200 abitanti, nel 1989 10.487, nel 2002 11.931 e 11.300 nel 2009.
Qua nacque la rivoluzionaria Vera Nikolaevna Figner.